# Koghiella semibouo
Koghiella semibouo är en insektsart som beskrevs av Otte, D. 1987. Koghiella semibouo ingår i släktet Koghiella och familjen syrsor. Inga underarter finns listade i Catalogue of Life.